# Dolores, Quezon
Dolores là một đô thị cấp năm ở tỉnh Quezon, Philippines. Theo điều tra dân số năm 2007, đô thị này có dân số 26.312 người..

## Các đơn vị hành chính
Về mặt hành chính, đô thị này được chia thành 16 khu phố (barangay).
| - Antonino (Ayusan) - Bagong Anyo (Pob.) - Bayanihan (Pob.) - Bulakin I - Bungoy - Cabatang - Dagatan - Kinabuhayan | - Maligaya (Pob.) - Manggahan - Pinagdanlayan - Putol - San Mateo - Santa Lucia - Silanganan (Pob.) - Bulakin II |